# Alfred Bosch
Pour les articles homonymes, voir Bosch.
Alfred Bosch i Pascual, né le 17 avril 1961 à Barcelone, est un écrivain, africaniste et homme politique espagnol, membre de la Gauche républicaine de Catalogne (ERC). Il est député au Congrès de 2011 à 2015 et préside Catalunya Sí de 2011 à 2016.

## Œuvres

### Romans et récits
- Fulls Impermeables, 1984
- Cronicàlia, 1986
- Herois d'Azània, 1996. Prix Documenta de littérature narrative
- L'atles Furtiu, 1998. Prix Sant Jordi du roman
- Àlia la sublim, 2000
- L'Avi, 2001. Prix Nèstor Luján du roman historique
- 1714 (trilogie), 2002
- Les set aromes del món, 2004. Prix Ramon Llull du roman
- Heretaràs la Rambla, 2005
- Inquisitio, 2006. Prix Prudenci Bertrana du roman

### Essai
- Nelson Mandela, l'últim home-déu, 1995. Premi Carles Rahola d'assaig
- La via africana, 1997. Premi Joan Fuster d'assaig
- El imperio que nunca existió, 2001
- Europa sense embuts, 2002
- Catalans, 2006
- I Ara Què?, 2011